# نهر بازلت
نهر بازلت (Basalt River) نهر البازلت في ولاية كوينزلاند الشمالية،أستراليا، يبلغ طوله 160 كم، ومساحة حوضه 2900 كم2، النهر يحتوي على عدد من البحيرات الطبيعية الكبيرة دائمة وعميقة وواضحة.